# Denise Meyerson
Denise Meyerson – prawnik, prof. na Uniwersytecie Macquarie.

## Życiorys
Ukończyła studia na University of the Witwatersrand, Uniwersytecie Oksfordzkim i Uniwersytecie Kapsztadzkim. W latach 1996–1999 wykładała na Uniwersytecie Kapsztadzkim. Od 2000 związana z Macquarie Law School.
Członkini Australian Research Council College of Experts (2016-2018).
Jej zainteresowania naukowe obejmują m.in. konstytucjonalizm, prawa człowieka (także w ujęciu porównawczym).
Członkini redakcji czasopism "Australian Journal of Legal Philosophy", "Australian Journal of Professional and Applied Ethics" i "South African Journal of Philosophy".

## Książki
- Denise Meyerson, Jurisprudence (Oxford University Press, 2011).
- Denise Meyerson, Understanding Jurisprudence (Routledge-Cavendish, 2007). [Revised version of Essential Jurisprudence]
- Denise Meyerson, Essential Jurisprudence (Routledge-Cavendish, 2006).
- Peter Radan, Denise Meyerson and Rosalind Croucher (eds) Law and Religion: God, the State and the Common Law (Routledge, 2005).